# Индюк (гора)

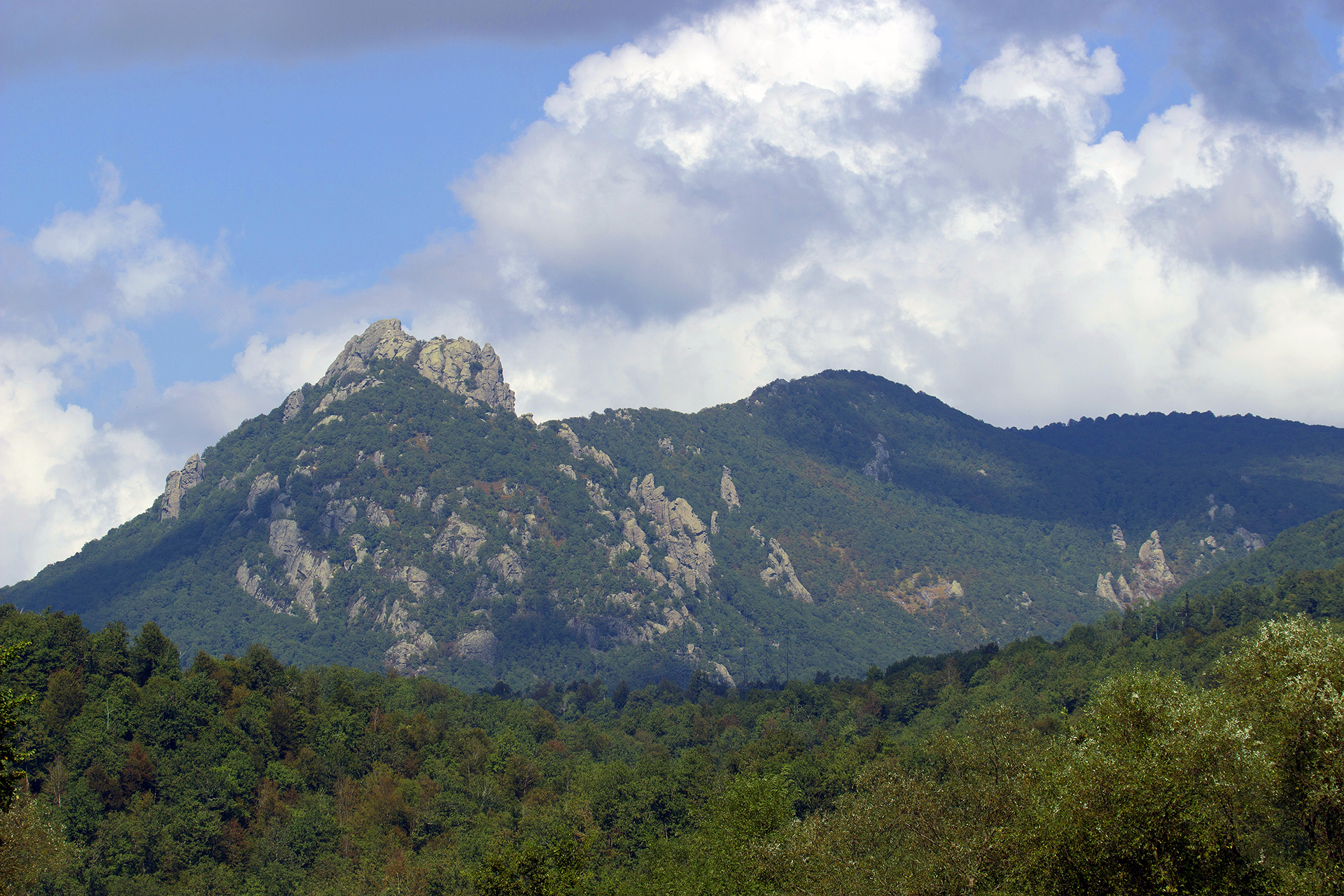

Индюк (адыг. Хьындыкъушъхь) — гора высотой 859 метров в Туапсинском районе Краснодарского края, располагается на территории лесного заказника «Причерноморский» (реорганизован в: «Туапсинский»), в 40 километрах от города Туапсе. Окрестности горы сопровождаются большим количеством скал-останцов. Пользуется популярностью у скалолазов, наиболее благоприятное время года для покорения с середины апреля по конец июня и с сентября по конец октября.

## Этимология названия
Нынешнее название гора получила в конце XIX века путём приспособления под русский говор адыгейского топонима адыг. Хьындыкъушъхь (Индукушх), которое состоит из двух слов: адыг. хьынд (хинд) — «индус», и адыг. къушъхь — «гора», то есть гора индусов. Возможно, топоним связан с одним из древних греческих названий Кавказа — Хинду-Кух (Индийские горы). Не исключена связь среднеазиатского топонима Гиндукуш, которое могло быть привнесено в адыгский язык под влиянием несчастных случаев, происходивших на горе (Гиндукуш переводится как «убийца индусов»). На Западном Кавказе есть и другие топонимы, имеющие похожую основу — Индукопас (Идокопас, по Л. Я. Люлье), Индихуа (бывш. хутор).
В. Н. Ковешников считает, что название могло быть заимствовано через адыгское личное имя адыг. Индыхъу (Индихуа). Такое же имя приводит К. Х. Меретуков. Вместе с тем, он же приводит другое адыгское название горы — «полугора Алыко» (адыг. Алэжъ имыжъо ныкъу, где адыг. Алэ — имя собственное, адыг. жъ — «огромный», адыг. и — притяжательный суффикс, адыг. мыжъо — «камень», адыг. ныкъу — «половина»).

## Природа
Растительный мир представлен лесами в основном из дуба, бука, каштана, граба, изредка хвойные пихта и сосна, на скальниках растёт можжевельник.
Наиболее часто встречаются дикий кабан, енот-полоскун, кавказская гадюка.